# Mitsuke
Mitsuke (見附市 Mitsuke-shi?) este un municipiu din Japonia, prefectura Niigata.